# Я в зоопарке
«Я в зоопарке» (англ. Me at the zoo) — первое видео, загруженное на видеохостинг YouTube. Опубликовано сооснователем сайта Джаведом Каримом 24 апреля 2005 года в 20:27 по тихоокеанскому часовому поясу на канале «jawed». Видео длительностью 19 секунд с Каримом в главной роли снято его другом Яковом Лапицким в зоопарке Сан-Диего, неподалёку от вольера со слонами. По состоянию на апрель 2025 года «Я в зоопарке» насчитывает свыше 362 миллионов просмотров и 17 миллионов лайков.
В видео Карим рассказывает про хоботы животных. В дальнейшие годы он изменял описания видео, выражая своё мнение по различным вещам. Издания и критики высоко ставят значимость «Я в зоопарке», а его автора считают основателем видеоблогов и коротких видео.
23 апреля 2025 года в честь 20-летней годовщины «Я в зоопарке» YouTube добавил на видео ползунок прокрутки в виде торта.

## Описание
«Я в зоопарке» длительностью 19 секунд было опубликовано 24 апреля 2005 года в 20:27. На нём Джавед Карим в синей футболке и расстёгнутой красно-чёрной куртке стоит перед вольером для слонов в зоопарке Сан-Диего и говорит о них. На фоне слышны детские голоса. Видео было снято его другом Яковом Лапицким.
В видео говорится:

Хорошо, вот мы и перед слонами, и интересный факт об этих животных заключается в том, что у них есть очень-очень-очень длинные, хм, хоботы, и это, это круто, и это всё, что я могу сказать.
Оригинальный текст (англ.)All right, so here we are in front of the, uh, elephants, and the cool thing about these guys is that, is that they have really, really, really long, um, trunks, and that's, that's cool, and that's pretty much all there is to say.

## Изменения

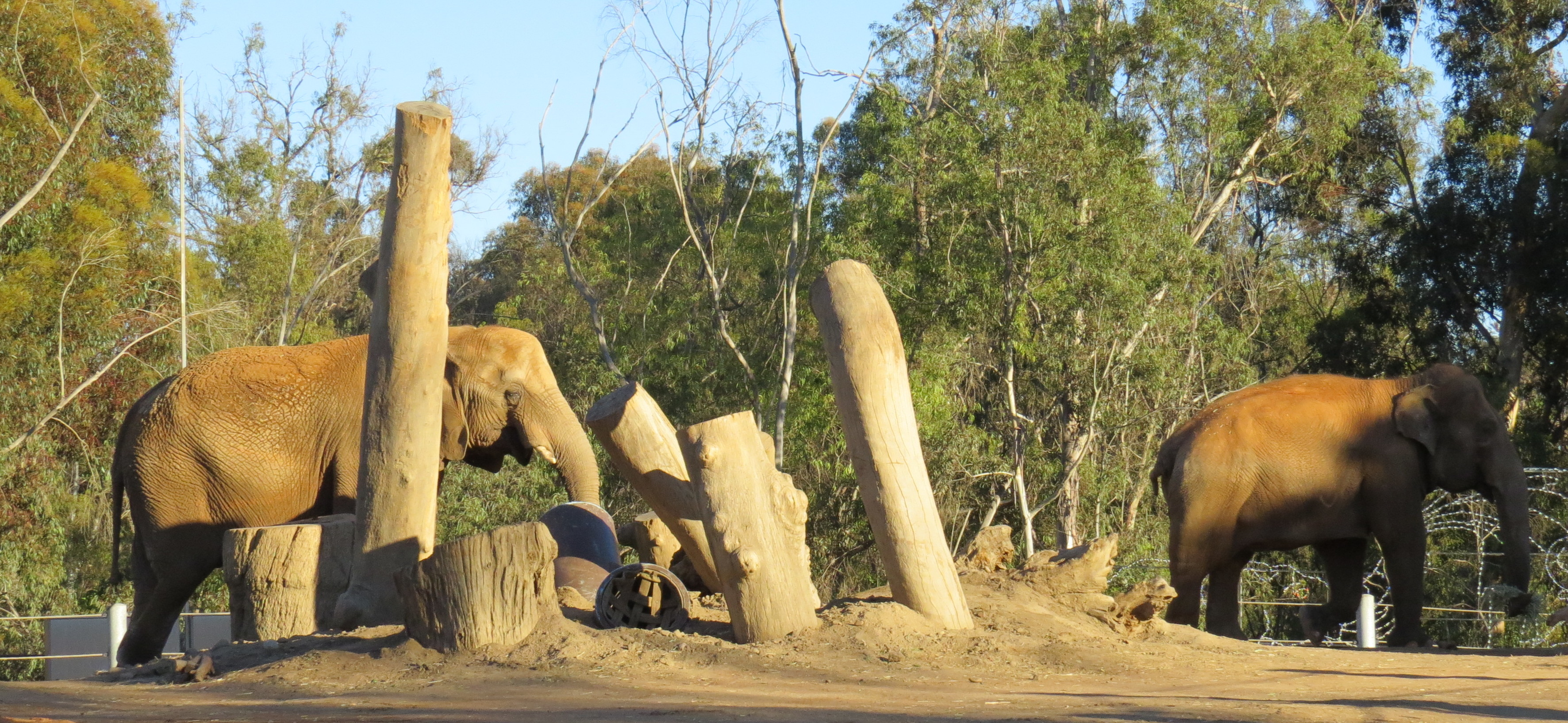
Место съёмки видео

В 2013 году YouTube ввёл новое требование, предписывающее использовать учётные записи Google+ в связке с комментированием видео на сайте. В ответ на это Карим обновил описание «Я в зоопарке» на: «Я больше не могу здесь комментировать, так как я не хочу заводить аккаунт Google+…» (англ. I can't comment here anymore, since I don't want a google+ account…).
В ноябре 2021 года Youtube убрал счётчик дизлайков со всех видео на сайте. Карим раскритиковал это решение, изменив описание своего видео на «Когда каждый ютубер соглашается, что удаление дизлайков — глупая идея, вероятно, так оно и есть. Попробуй ещё раз, YouTube 🤦‍♂️» (англ. When every YouTuber agrees that removing dislikes is a stupid idea, it probably is. Try again, YouTube 🤦‍♂️). Спустя несколько дней он вновь изменил описание, подробно пояснив свою позицию по этому поводу. По его мнению, дизлайки помогали отсеивать плохой контент, а с потерей этой функции платформа придёт в упадок.
16 декабря 2023 года Карим изменил обложку видео на миниатюру в стиле обложек видео MrBeast: Карим стоит с горящими глазами, а позади него несётся стадо слонов. Обложка была убрана спустя две недели.
В феврале 2025 года Карим снова изменил описание, указав в нём две ссылки на видео, посвящённые опасности микропластика для мозга.

## Критика
Предприниматель и специалист по вирусному контенту Брендан Гаан назвал «Я в зоопарке» непритязательным, но при этом являющимся «представителем» YouTube. The New York Observer назвал видео «историческим артефактом». BuzzFeed включил «Я в зоопарке» в «20 самых важных онлайн-видео всех времён». Polygon назвал видео первым видеоблогом на YouTube. Кинокритик Питер Брэдшоу включил видео в «10 лучших фильмов нулевых», сравнив его по значимости с «Прибытием поезда на вокзал Ла-Сьота» 1896 года, одним из первых кинофильмов братьев Люмьер.
По мнению Аарона Дюплантье, обыденный тон «Я в зоопарке» стал примером для создания контента любителями, в частности видеоблогерами. Газета Los Angeles Times считает, что видео сыграло ключевую роль в фундаментальном изменении потребления людьми медиа и помогло вступить в «золотую эру шестидесятисекундных видеороликов». По мнению писателя Грега Джарбо, нет видимых причин особенности «Я в зоопарке». По его словам, основатели YouTube пытались не нацелить смысл видео на запечатление особых моментов, а дать пользователям возможность стать «вещателями завтрашнего дня». 
Журналист Крис Стокел-Уолкер назвал «Я в зоопарке» ужасным, скучным и низкокачественным даже для любительского видео. Газета The Observer назвало видео «некачественным» (англ. poor-quality). 
Официальный аккаунт зоопарка Сан-Диего на YouTube оставил комментарий к видео в 2020 году, заявив, что для них большая честь быть представленными в первом в истории видео на YouTube. По состоянию на 1 апреля 2025 года это самый популярный комментарий на платформе с 4,2 миллионами лайков.